# پانرای
پانرای (انگلیسی: Panerai) شرکت کالای لوکس ایتالیایی سوئیسی است، که در سال ۱۸۶۰ توسط جیوانی پانرای تأسیس شد و هم‌اکنون زیرمجموعه‌ای از شرکت ریشمون می‌باشد.